# فلاديمير آي. جورجييف
فلاديمير آي. جورجييف (بالبلغارية: Владимир Георгиев)‏ هو لغوي وأستاذ جامعي بلغاري، ولد في 3 فبراير 1908 في Gabare ‏ في بلغاريا، وتوفي في 14 يوليو 1986 في صوفيا في بلغاريا.